# Habitatge al carrer Calvari, 26 (Ripollet)
L'Habitatge al carrer Calvari, 26 és una obra de Ripollet (Vallés Occidental) inclosa a l'Inventari del Patrimoni Arquitectònic de Catalunya.

## Descripció
Construcció que segueix la tipologia dels edificis més antics del nucli urbà conservats, senzilles i funcionals. Actualment moltes han estat reformades.
Dividida en planta baixa i primer pis. Les portes presentaven un marc arrodonit i fet de maó, però actualment tenen forma rectangular. Al primer pis, finestres també senzilles i rectangulars.
El parament a la façana és de còdols i petites pedres, amb algunes parts de maó. La coberta és a base de teules àrabs amb carener horitzontal a la façana. Incipient ràfec format per una filada de mitges teules amb funció decorativa.

## Història
Ubicada al carrer Calvari, un dels més antics al llarg del camí de Montcada.